# ایان تریسی
ایان تریسی (انگلیسی: Ian Tracey؛ زادهٔ ۲۶ ژوئن ۱۹۶۴) یک هنرپیشه اهل کانادا است. وی از سال ۱۹۷۶ میلادی تاکنون مشغول فعالیت بوده‌است.
او در فیلم‌های اوج، طلوع مرگ، قلب‌های ناراست و مالک ماهونی بازی کرده‌است.